# ژیان‌مرغ کوتوله شکم‌سفید
ژیان‌مرغ کوتوله شکم‌سفید یا ژیان‌مرغ کوتوله سینه‌سفید (نام علمی: Myornis albiventris) گونه‌ای از پرندگان تیرهٔ ژیان‌مرغان است که در بولیوی، اکوادور و پرو یافت می‌شود.